# Castillo de Ponferrada
Die Burg von Ponferrada ist eine mittelalterliche Templerfestung in Ponferrada, das in der nordspanischen Provinz León gelegen ist.

## Beschreibung
Der Grundriss der Burg hat die Form eines unregelmäßigen Mehrecks. Unterscheidbar sind der nördliche Teil, der aus dem 12. Jahrhundert stammt und der Rest, der im 15. Jahrhundert erbaut und im 19. und 20. Jahrhundert ergänzt wurde.

## Geschichte
Bei der ursprünglichen Burganlage handelte es sich wahrscheinlich um eine keltische Befestigungsanlage. Im Jahr 1178 erlaubte Ferdinand II. von León den Tempelrittern die Gründung einer Festung in Ponferrada. Sie war unter anderem zum Schutz der Pilger auf dem Weg nach Santiago de Compostela gedacht.
Alfons IX. von Leon nahm Ponferrada 1198 den Templern jedoch wieder ab, weil diese seinen Gegner Alfons VIII. von Kastilien unterstützt hatten. 1211 erhielten die Templer Ponferrada im Tausch gegen einige Schlösser wieder zurück.
Mit der Auflösung des Templerordens im Jahr 1307 übergab der spanische Templermeister Rodrigo Yánez Ponferrada dem Infanten Philipp, dem Bruder des Königs Ferdinand IV. von Kastilien und León, um es vor der Konfiszierung zu schützen.
1340 begann Pedro Fernández de Castro mit dem Bau einer neuen Burganlage. Rodrigo Osorio nahm die Burg 1480 gewaltsam in Besitz und zettelte eine Rebellion gegen das Königshaus an. Die königlichen Truppen belagerten daraufhin die Burg und eroberten sie 1486 zurück
Ab 1850 begann der Niedergang der Burg: Die Stadtverwaltung verkaufte die Mauern und verwendete sie als Baumaterial. Der Burghof wurde teils als Weideland vermietet, zeitweise auch als Fußballfeld genutzt. Im Jahr 1924 wurde die Burg zum nationalen Baudenkmal (Bien de Interés Cultural) ernannt und unter Schutz gestellt.